# Sèrie 1000 de Renfe

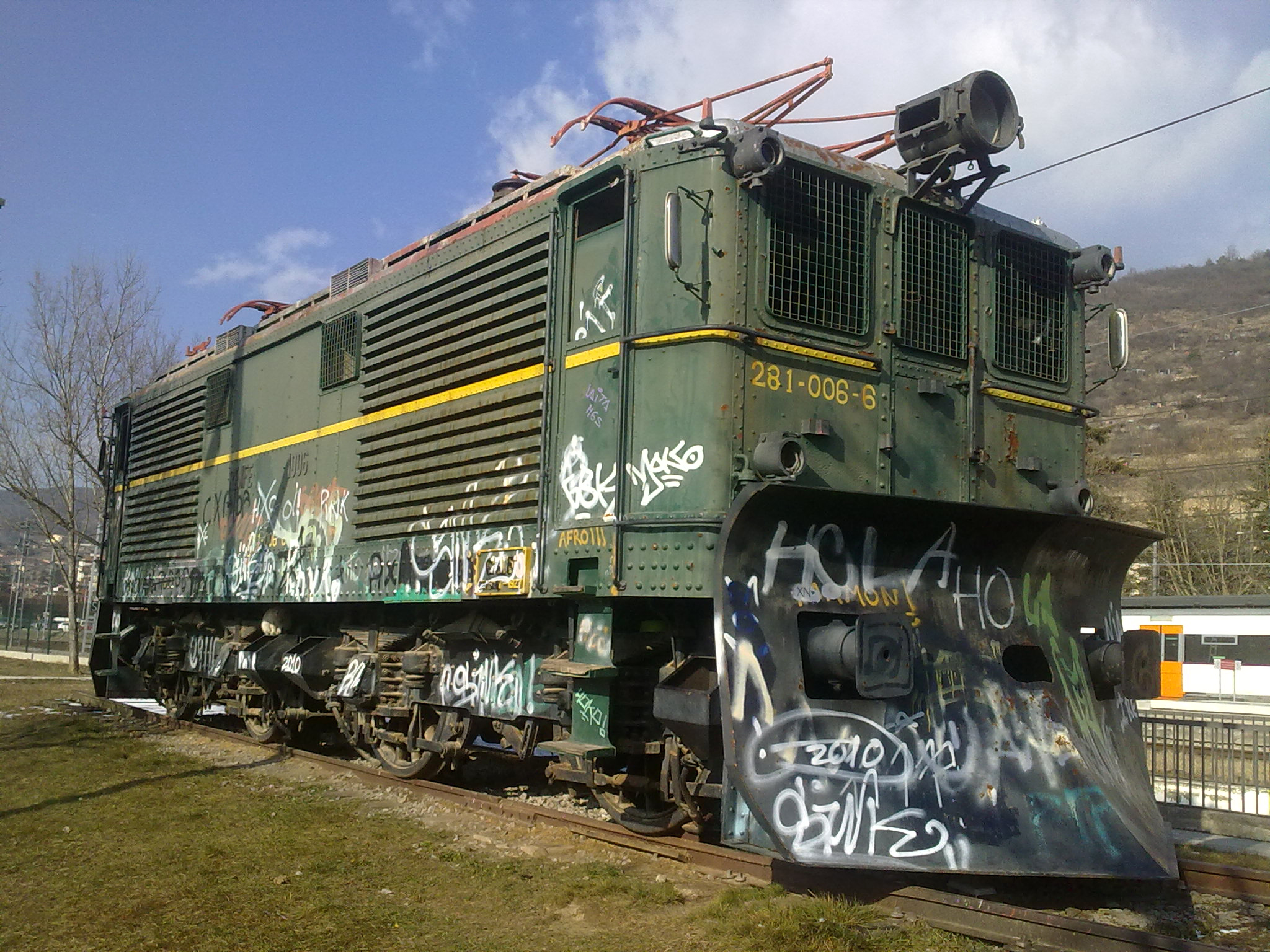
Locomotora de la sèrie 1000 exposada a l'estació de Ripoll.

La sèrie 1000 de RENFE és una remesa de set locomotores de tren elèctriques construïdes expressament per la línia de tren Ripoll-la Tor de Querol, l'actual línia 3 de Rodalies de Catalunya. De fet, popularment se les coneix amb el nom de “Ripoll”. Es caracteritzaven per tenir una forta potència, que permetien superar els forts desnivells d'aquesta línia ferroviària d'alta muntanya. Aquestes locomotores, en desús des de 1987, han sigut les que han prestat servei durant més anys de Catalunya. Encara se’n conserven, a manera d'exposició, alguns exemplars. A finals de 2022 la 1003 va ser traslladada al museu de Móra la Nova (Appfi) en estat de marxa.

## Història
Les locomotores de la sèrie 1000 de Renfe les va construir el 1927 l'empresa  CAF per la direcció general de Ferrocarrils del Ministeri de Foment, coneguda com a “Estado”. El disseny es basava en la sèrie E-4000 de la companyia francesa Midi (posteriorment, sèrie BB 1500 d'SNCF. De fet, la part elèctrica la va subministrar Constructions Eléctriques de France (CEF).
Les màquines van entrar en servei el 1929, coincidint amb l'electrificació a 1.500 volts de la línia Ripoll-Puigcerdà, una de les primeres d'electrificar-se de tota la xarxa catalana. Per això, funcionar paral·lelament a les locomotores de la sèrie 242 (de la 205 a la 211, i la 221). Van servir per a remolcar vagons tant de mercaderies com de passatgers, inicialment entre Ripoll i Puigcerdà, tot i que també van operar al ramal de Ripoll a Sant Joan de les Abadesses per enllaçar amb les mines de carbó d'Ogassa.
A finals de 1929, les locomotores es van transferir a la Companyia dels Camins de Ferro del Nord d'Espanya i el 1941 van passar a formar part del material rodant de RENFE. Coincidint amb aquesta data, van començar a prestar servei a altres trams de la xarxa ferroviària de Catalunya, més enllà del tram Ripoll-Puigcerdà, per a trens tant de passatgers com de mercaderies. Per exemple, van servir per als combois especials de pelegrins de Vic que viatjaven al santuari de Lorda.
El 7 d'octubre del 1957, el consell d'administració de RENFE va autoritzar la modificació del motor elèctric de les set locomotores de la sèrie per poder treballar amb la tensió de 3.000 volts, a què es va adaptar la xarxa ferroviària. També es va aprofitar per suprimir-los el comandament múltiple i canviar-los els pantògrafs originals per uns del model WM 600. Aquestes tasques les va fer la Sociedad de Maquinaria y Explotaciones Industriales SA (MEISA) per l'Ordre Ministerial del 16 de novembre de 1958. Hi va col·laborar l'empresa MACOSA de València ia la societat suïssa Ateliers de Secheron. La primera locomotora que va arribar modificada a Ripoll va ser la 1004, el 1964 i el canvi de tensió de la línia es va fer efectiu el 12 d'octubre de 1965.
El 1971, RENFE va canviar el sistema de numeració del material mòbil i les 7 locomotores de la sèrie 1000 van passar a ser identificades amb la numeració 281.
Finalment, 26 de maig de 1974 se'n va donar de baixa la primera unitat, la 1007, que es va desballestar. A partir del 1982, les màquines restants van deixar de servir per encapçalar combois de passatgers. Se’ls van afegir unes grans pales davant i darrere i van passar a usar-se només com a màquines llevaneu. Les últimes en retirar-se van ser la 1002, la 1003 i la 1005, que van seguir funcionant fins al 1987.

## Actualitat

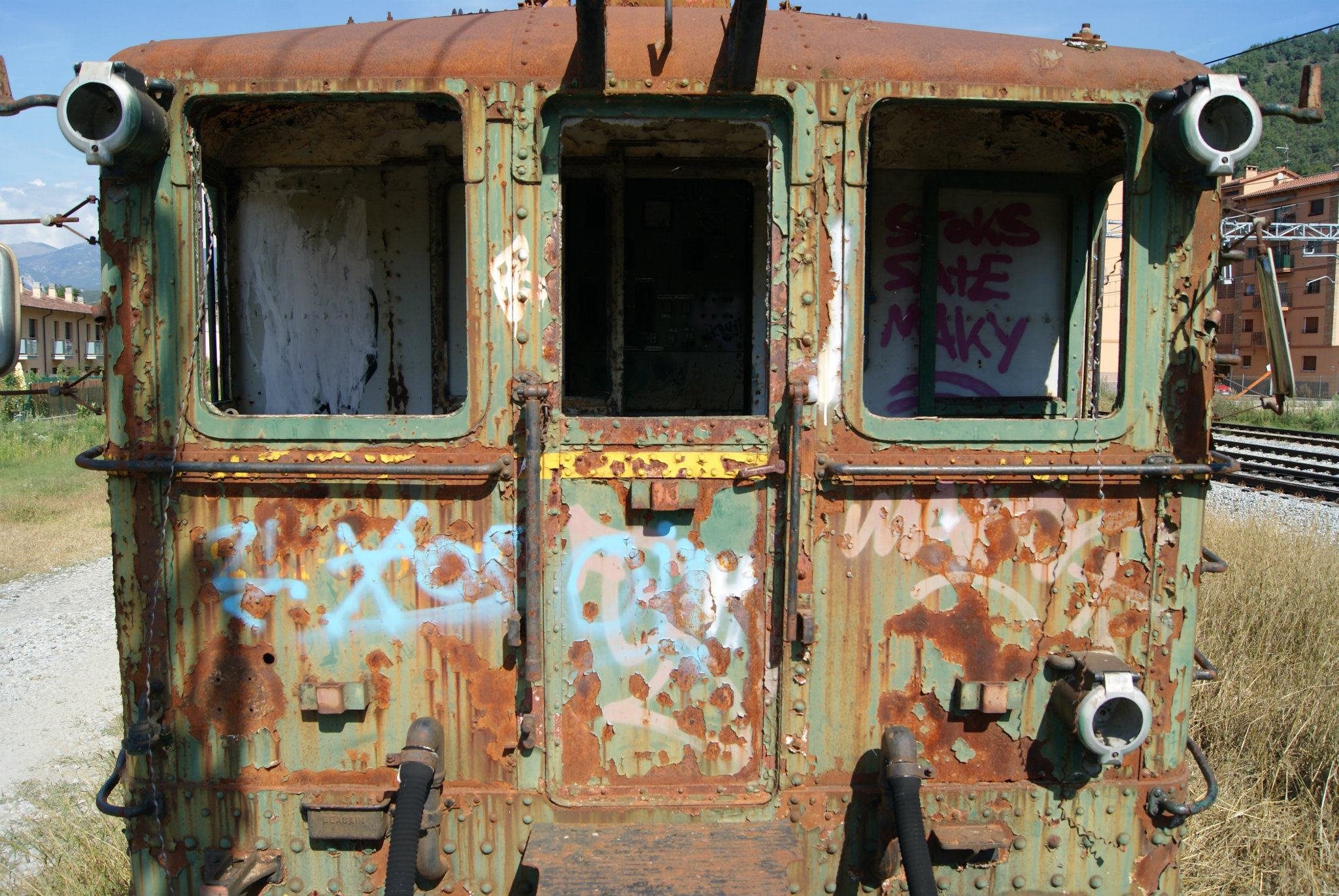
Locomotora de la sèrie 1000 abandonada a l'estació de Ripoll.

Avui en dia encara es conserva alguna de les set locomotores de la sèrie 1000. Una d'elles, la 1002 (encara que, erròniament, dugui escrita la referència 1006) resta exposada just davant de l'estació de Ripoll. En el moment de la seva col·locació va ser restaurada completament, però diversos actes de vandalisme l'han deteriorat notablement. A la mateixa estació, i abandonada a una via morta, hi ha un altre exemplar, la 1006, renumerada com a 1002. També se'n conserven tres unitats més, una a Lleida (1003), una a Saragossa (1005) i l'altra (1004) al Museu del Ferrocarril de Catalunya, a Vilanova i la Geltrú. La 1004 va ser preservada per al Museu del Ferrocarril de Madrid Delicias.

## Popularitat

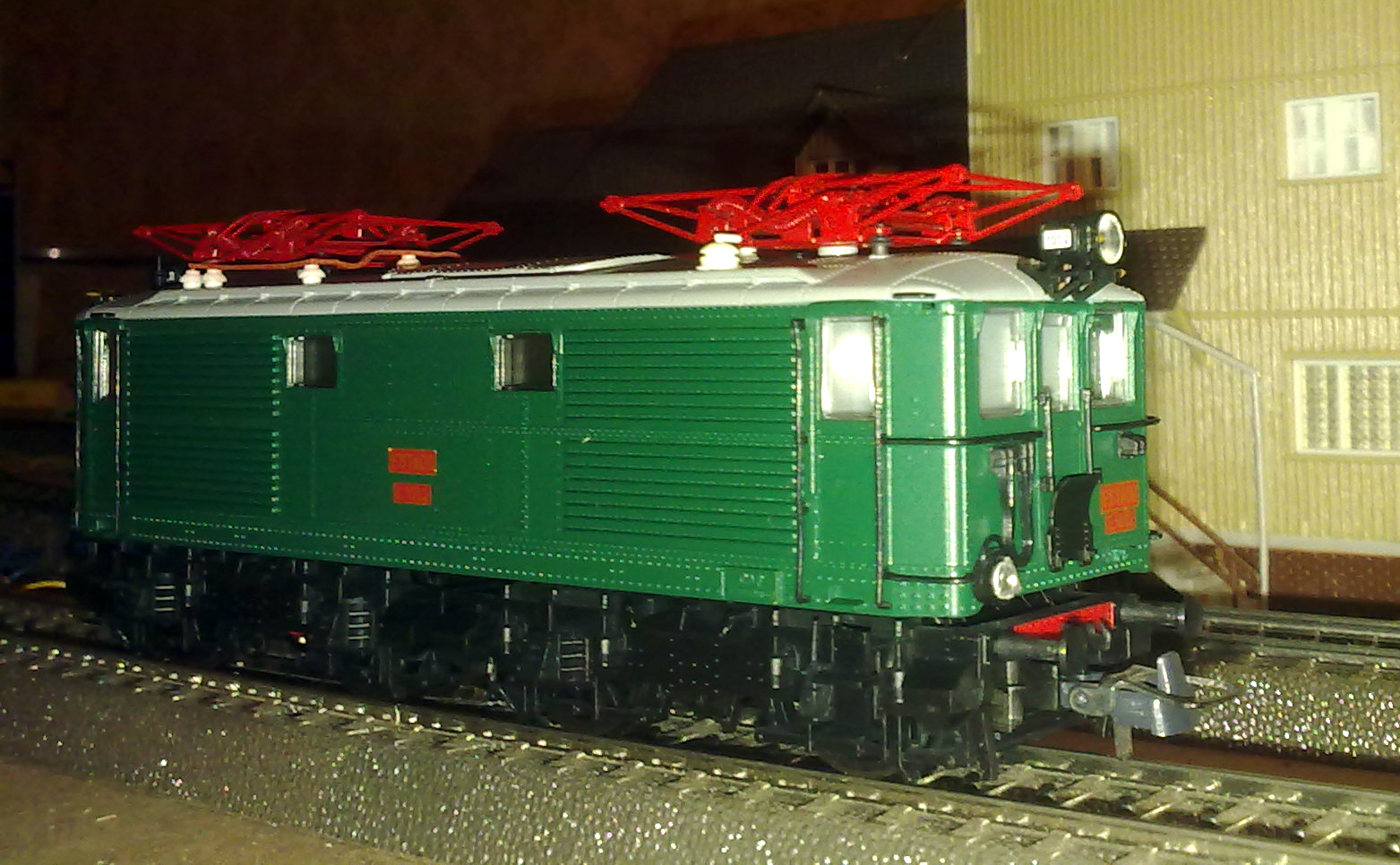
Miniatura de la "Ripoll" de la marca Roco.

La singularitat d'aquesta locomotora ha fet que se li tingui una estima especial en diferents aspectes de la societat. D'una banda, en el món del modelisme ferroviari això s'ha traduït en l'aparició de reproduccions a escala per part de dos fabricants: l'austríaca Roco i l'originalment espanyola i ara anglesa Electrotren.
D'altra banda, dins del món de la filatèlia, l'any 2005 es va fer una edició de segells per a col·leccionistes amb la imatge de la locomotora, amb el valor simbòlic d'un cèntim.